# Bolbbalgan4
Bolbbalgan4 (koreanisch 볼빨간사춘기; auch bekannt als BOL4) ist der Künstlername der südkoreanischen Sängerin Ahn Ji-young.

## Geschichte
Bolbbalgan4 startete 2011 als vierköpfige Gruppe bestehend aus Ahn Ji-young, Woo Ji-yoon, Kwon Ji-won und Kim Jin-ho. Die Vier lernten sich in der Schule kennen und beschlossen gemeinsam Musik zu machen. 2014 nahm die Gruppe an der Talentshow Superstar K6 teil und konnte dort erstmals auf sich aufmerksam machen. Später verließen Kwon Ji-won und Kim Jin-ho die Gruppe. Ahn Ji-young und Woo Ji-yoon machten als Duo weiter und unterschrieben 2016 einen Vertrag bei Shofar Music. Am 22. April 2016 erschien die Debütsingle Fight Day. In den folgenden Jahren veröffentlichten BOL4 ein Studioalbum und weitere sechs EPs, davon eine in Japan. 
Am 2. April 2020 gab Shofar Music bekannt, dass Ji-yoon das Duo verlassen habe und dass Ji-young als Solokünstlerin unter dem Namen Bolbbalgan4 weiterarbeiten werde. Am 11. November 2020, kurz nach der Veröffentlichung des Single-Albums Filmlet gab Shofar Muaic bekannt, dass Ji-young aufgrund einer Angststörung alle Aktivitäten ruhen lassen werde. Ji-young kehrte am 26. Oktober 2021 zurück und veröffentlichte die beiden Singles Butterfly Effect und Space.

## Diskografie
Studioalben

| Jahr | Titel Musiklabel                        | Höchstplatzierung, Gesamtwochen, AuszeichnungChartsChartplatzierungen (Jahr, Titel, Musiklabel, Platzierungen, Wochen, Auszeichnungen, Anmerkungen) | Anmerkungen                           |
| Jahr | Titel Musiklabel                        | KR | Anmerkungen                           |
| ---- | --------------------------------------- | --- | ------------------------------------- |
| 2016 | Red Planet Shofar Music, Windmill Media | KR15 (49 Wo.)KR | Erstveröffentlichung: 29. August 2016 |

## Auszeichnungen

### Preisverleihungen
2016
- Melon Music Awards – Genre Award – Indie[6]

2017
- Asia Artist Awards – Best Entertainer Award[7]
- Korean Music Awards – Song of the Year (Galaxy)[8]
- Gaon Chart Music Awards – Discovery of the Year – Indie[9]
- Golden Disc Awards – Rookie Award in Digital Music (Galaxy)[10]
- Melon Music Awards – Top 10 Artists[11]
- Mnet Asian Music Awards – Best Vocal Performance – Group (Tell Me You Love Me)[12]

2018
- Golden Disc Awards – Digital Bonsang (Tell Me You Love Me)[13]
- Melon Music Awards – Top 10 Artists[14]
- Seoul Music Awards – Bonsang Award[15]
- Soribada Best K-Music Awards – Bonsang Award[16]

2019
- Gaon Chart Music Awards – Song of the Year – May (Travel)[17]
- Melon Music Awards – Top 10 Artist[18]
- Mnet Asian Music Awards – Best Vocal Performance (Group)[19]

2020
- Melon Music Awards – Best Indie Award (Leo)[20]

### Musikshows
| Jahr | Datum         | Titel      |
| ---- | ------------- | ---------- |
| 2017 | 22. Oktober   | Some       |
| 2018 | 17. Juni      | Travel     |
| 2019 | 22. September | Workaholic |
| 2019 | 29. September | Workaholic |

| Jahr | Datum         | Titel      |
| ---- | ------------- | ---------- |
| 2019 | 20. September | Workaholic |

| Jahr | Datum         | Titel      |
| ---- | ------------- | ---------- |
| 2019 | 25. September | Workaholic |

| Jahr | Datum         | Titel      |
| ---- | ------------- | ---------- |
| 2019 | 21. September | Workaholic |
| 2019 | 28. September | Workaholic |

| Jahr | Datum       | Titel |
| ---- | ----------- | ----- |
| 2017 | 17. Oktober | Some  |